# 63ビル
63ビル（ユクサムビル）は、韓国ソウル特別市永登浦区・汝矣島（ヨイド）にある、地上60階地下3階からなる超高層ビル。高さは地上249m（海抜264m）。「63スクエア」とも呼ばれ、以前の名称は「ハンファ63シティ」だった。2002年まで韓国で最も高い建物であった。

## 概要
「大韓生命63ビル」の名称で1980年に着工。設計は、アメリカのスキッドモア・オーウィングズ・アンド・メリル（SOM）による。1985年に完成し、それまで8年間アジア一高いビルであった日本のサンシャイン60（高さ239.7m、地上60階）を抜き、1986年にシンガポールにOUBセンターが完成するまで数ヶ月間、アジア一高いビルとなった。2002年に大韓生命保険が韓国火薬グループ（ハンファグループ）に買収され、63ビルもハンファグループの所有になった。
ビル全体が金色に見えるのが外観の特徴である。長らく韓国一の高さを誇っていたが、2000年代以降、サムスンタワーパレスG棟 (264m) と木洞ハイペリーオン (256m) をはじめとする超高層ビルの建設ラッシュが起こり、2017年にはロッテワールドタワー(555m)が竣工し、こちらが現時点における韓国一高い建造物となった。さらに韓国国内では高さ600m級の超高層ビル計画が複数進められているため、韓国きっての超高層ビルという地位は昔のものとなりつつある。
PSYの楽曲「Right Now」の曲中に歌詞としても登場する。
ソウル市内を一望できる展望台「63 SKYDECK」の他、地下に水族館、立体映像が見られるIMAXシアター、フードコートなどがある。
2015年、ハンファグループがソウル市内の新規免税店事業者に選ばれ、ビル内に「ギャラリア免税店63」をオープンさせた。

## アクアプラネット63
アクアプラネット63（旧称63シーワールド）は、1985年7月27日開館した63ビルにある大型水族館である。総面積1078坪の施設内に、400種類、約2万匹の海洋生物を保有している。ペンギン、しびれうなぎ、ピラニア、ウツボ、カワウソ、マツカサウオ、ワニなどがいる。またタチウオのはく製なども展示してある。
2016年7月1日、Aquaplanet 63としてリニューアルオープンしたが、2024年6月30日、営業を終了した。

## エレベーター
分速540mの速さをもつ三菱製エレベーターがあり、地下1階から地上60階まで運行されている。このエレベーターは、長らく民間人に公開利用される韓国のエレベーターのうち最も速いものであった。（現在は、オーチス・エレベータ・カンパニー製のロッテワールドタワー、韓国三菱エレベーター製の海雲台LCT The Sharp、現代エレベーター製の釜山国際金融センターに設置されているエレベーターが、分速600mで共同1位となっている。）

## 交通
- ●地下鉄5号線・汝矣ナル駅
- ●地下鉄9号線・セッカン駅